# 松尾信一
松尾 信一（まつお しんいち、1926年 - 2018年10月6日）は、日本の家畜解剖学者・科学史家。信州大学名誉教授。

## 略歴
信州大学農学部教授をへて信州大学名誉教授。日本獣医史学会会員。
1961年 九州大学 農学博士 。

## 著書
- 松尾信一『解馬新書の調査研究』日本中央競馬会馬事部、1990年。 NCID BN06506052。
- 松尾信一『ニホンカモシカと山羊の骨格,筋肉及び生殖器の解剖図譜』信州大学農学部家畜生体機構学研究室、1991年。 NCID BN06178929。
- 松尾信一、小方宗次、浅利昌男、伊東正吾、斑目広郎 著、麻布大学 編『獣医資料館寄贈選定図書目録 = a catalogue of books and pamphlets in the Azabu university veterinary archives』麻布大学附属学術情報センター、2010年。 NCID BB04287237。
- 松尾信一、小方宗次、浅利昌男、伊東正吾、斑目広郎 著、麻布大学 編『獣医資料館寄贈選定図書目録 = a catalogue of books and pamphlets in the Azabu university veterinary archives』麻布大学附属学術情報センター、2010年。 NCID BB04711420。

## 論文
- 国立情報学研究所収録論文 国立情報学研究所
- 松尾信一「江戸時代後期から明治時代中期までの畜産書の歴史:特にオランダのショメール『厚生新編』を中心として」『信州大学農学部紀要』第27巻第2号、信州大学農学部、1990年、115-132頁、hdl:10091/788、ISSN 0583-0621。
- 松尾信一「信州大学農学部所蔵特殊コレクション・欧米書籍について」『信州大学農学部紀要』第27巻第2号、信州大学農学部、1990年12月、91-114頁、CRID 1050564288874329600、hdl:10091/785、ISSN 0583-0621。